# 477 до н. е.

## Події
- Консулами Римської республіки були обрані Гай Горацій Пульвілл і Тит Мененій Ланат. Мененій невдало вів війну з етрускським містом Вейї, зазнав поразки. Натомість Горацій Пульвілл успішно воював з вольсками та прийшов на допомогу колезі, врятувавши Рим від захоплення.
- Створення Першого Афінського морського союзу.

### Астрономічні явища
- 6 лютого. Кільцеподібне сонячне затемнення.[1]
- 6 липня. Повне сонячне затемнення.[1]

## Померли
- 6 жовтня — Імператор Ітоку, 4-й імператор Японії, синтоїстське божество, легендарний монарх.